# 汉娜·巴克林
汉娜·巴克林（英語：Hannah Buckling，1992年6月3日—），澳大利亚女子水球运动员。她曾代表澳大利亚参加2016年和2020年夏季奥林匹克运动会水球比赛，分别获得第六名和第五名。